# Тайлър Пери представя „Младият Дилън“
„Тайлър Пери представя „Младият Дилън““ (на английски: Tyler Perry's Young Dylan) е американски ситком, който е създаден от Тайлър Пери и се излъчва премиерно по Nickelodeon на 29 февруари 2020 г. В сериала участват Дилън Гилмър, Селина Смит, Хиро Хънтър, Джет Милър, Миеко Хилман, Алома Лесли Райт и Карл Антъни Пейн II.
През ноември 2021 г. сериалът е подновен за трети сезон, който е излъчен премиерно през юни 2022 г.

## В България
В България сериалът започва излъчване по локалната версия на „Никелодеон“ на 14 декември 2020 г. в понеделник от 17:15.
Също така сериалът е достъпен и в стрийминг платформата SkyShowtime.

### Нахсинхронен дублаж
| Роля   | Изпълнител                                                      |
| ------ | --------------------------------------------------------------- |
| Бетани | Ема Димитрова                                                   |
| Виола  | Елисавета Господинова                                           |
| Дилън  | Петър Каменов                                                   |
| Майлс  | Леарт Докле (до епизод 206) Борис Кашев (от епизод 207)         |
| Ребека | Мина Зехирова                                                   |
| Чарли  | Александър Добрев (до епизод 220) Теодор Славов (от епизод 301) |
| Ясмин  | Ангелина Русева                                                 |

| Обработка            | студио „Про Филмс“                                                                               |
| -------------------- | ------------------------------------------------------------------------------------------------ |
| Режисьори на дублажа | Виктор Иванов Николай Петров                                                                     |
| Преводачи            | Деница Цветанова Елица Вите Димана Воденичарска Ромина Кирчева Найден Маргов Цветелина Атанасова |